# Frank Schepke
Frank Schepke (5 de abril de 1935-4 de abril de 2017) fue un deportista alemán que compitió para la RFA en remo. Fue hermano del también remero Kraft Schepke.
Participó en los Juegos Olímpicos de Roma 1960, obteniendo una medalla de oro en la prueba de ocho con timonel. Ganó dos medallas de oro en el Campeonato Europeo de Remo, en los años 1959 y 1961.

## Palmarés internacional
| Representando al Equipo Alemán Unificado |                        |                |                    |
| Juegos Olímpicos                         |                        |                |                    |
| Año                                      | Lugar                  | Medalla        | Prueba             |
| 1960                                     | Roma (Italia)          | Medalla de oro | Ocho con timonel   |
| Representando a la RFA                   |                        |                |                    |
| Campeonato Europeo                       |                        |                |                    |
| Año                                      | Lugar                  | Medalla        | Prueba             |
| 1959                                     | Mâcon (Francia)        | Medalla de oro | Ocho con timonel   |
| 1961                                     | Praga (Checoslovaquia) | Medalla de oro | Cuatro con timonel |